# Rämsnäs
Rämsnäs är kyrkbyn i Rämmens socken i Filipstads kommun i Värmland. Byn är belägen några kilometer norr om Lesjöfors på ett sydligt näs i sjön Näsrämmen en kilometer öster om det tidigare bruket Rämmens bruk.
I byn ligger Rämmens kyrka och prästgården.